# Marksänd digital-TV i Danmark
Marksänd digital-TV i Danmark lanserades officiellt den 31 mars 2006 efter flera års tester. Det analoga mark-TV-nätet släcktes ned den 1 november 2009.

## Historik

### Före lanseringen
Innan lanseringen gjordes flera försökssändningar. 1999 gjordes ett försök med sändningar över Köpenhamn och Själland och år 2002 inleddes ett experiment på Nordjylland via masterna i  Nibe och Tolne där man började sända DR1, DR2, TV 2 och experimentkanalen TV2/Nord-Digital.
I juni 2005 ingick en bred majoritet bestående av regeringen, Socialdemokratiet, Radikale Venstre, Socialistisk Folkeparti och Dansk Folkeparti ett avtal om att de analoga sändningarna ska ha upphört vid utgången av oktober 2009.
Månaderna före den officiella starten skedde testsändningar via nätet.

### Lansering
Den officiella nationella lanseringen skedde den 31 mars 2006. Nätet bestod av en landstäckande multiplexer (mux), kallad digi-tv, som sände tre tv-kanaler (DR1, DR2 och TV 2) samt en ström med teckentolkning. Sändningarna skedde med DVB-T-standarden och med MPEG-2-kompression i 64 QAM. Muxen sköts av DIGI-TV I/S, ett samriskföretag mellan DR och TV2.
Svenska Boxer TV Access fick i mars 2008 tillstånd att sända digital-tv i Danmark. Den första februari 2009 inledde Boxer sina sändningar i Jylland och på Västfyn. Kanalutbudet bestod av TV2 Zulu, TV2 Charlie, TV2 Film, TV2 News, Kanal 5, Kanal 4, 6'eren, Discovery Channel och Animal Planet. Några månader senare började man även sända i Köpenhamn.
Vid midnatt den 1 november 2009, i samband med den lika ögonblickliga nedsläckningen av det analoga marknätet, startade Boxer med sändningar i fem muxar i det danska digitala marknätet (plus en mux med en enda sändare). Tv-utbudet uppgick i 31 kanaler, uppdelade i flera mindre paket. Samtidigt blev mux1 kodad med både MPEG-2 och MPEG-4 under en övergångsperiod till år 2012 (då MPEG-4 helt tog över). Övriga landstäckande muxar sänder enbart med kodningen MPEG4. Den fria lokala mux som sänder på kanal 35 (586 MHz) i Köpenhamnsområdet sänder från en egen sändare vid Borups Allé i nordvästra Köpenhamn.
Den 11 januari 2012 släcktes de parallella MPEG-2-sändningarna i mux1 och MPEG-4-sändningarna tog över helt. I samband med detta flyttade också TV2 från det fria utbudet in i danska Boxers utbud, vilket innebär att abonnemang krävs för att se kanalen.
Den 2 april 2012 lanserade Boxer sina första kommersiella HDTV-kanaler (den fria kanalen DR HD hade sänts från 2009). Kanalerna var TV 2 HD, TV 2 Film HD, TV 2 Sport HD och 6'eren HD. Mux5 övergick i samband med detta från standarden DVB-T till DVB-T2. Mux6 sattes i drift den 26 september 2013, vilket ledde till att ytterligare 3 HDTV-kanaler kunde lanseras av Boxer. Mux6 sänder med DVB-T2-standard och gjorde kanalerna Kanal 5 HD, TV3 HD och TV 2 Fri HD tillgängliga.

## Kanaler
| Multiplex 1 (MPEG-4, DVB-T)         | Multiplex 1 (MPEG-4, DVB-T) | Multiplex 1 (MPEG-4, DVB-T) | Multiplex 1 (MPEG-4, DVB-T) | Multiplex 1 (MPEG-4, DVB-T) | Multiplex 1 (MPEG-4, DVB-T) | Multiplex 1 (MPEG-4, DVB-T) | Multiplex 1 (MPEG-4, DVB-T) | Multiplex 1 (MPEG-4, DVB-T) | Multiplex 1 (MPEG-4, DVB-T) | Multiplex 1 (MPEG-4, DVB-T) | Multiplex 1 (MPEG-4, DVB-T) | Multiplex 1 (MPEG-4, DVB-T) | Multiplex 1 (MPEG-4, DVB-T) | Multiplex 1 (MPEG-4, DVB-T) | Multiplex 1 (MPEG-4, DVB-T) | Multiplex 1 (MPEG-4, DVB-T) | Multiplex 1 (MPEG-4, DVB-T) | Multiplex 1 (MPEG-4, DVB-T) | Multiplex 1 (MPEG-4, DVB-T) | Multiplex 1 (MPEG-4, DVB-T) | Multiplex 1 (MPEG-4, DVB-T) | Multiplex 1 (MPEG-4, DVB-T) | Multiplex 1 (MPEG-4, DVB-T) |
| ----------------------------------- | --------------------------- | --------------------------- | --------------------------- | --------------------------- | --------------------------- | --------------------------- | --------------------------- | --------------------------- | --------------------------- | --------------------------- | --------------------------- | --------------------------- | --------------------------- | --------------------------- | --------------------------- | --------------------------- | --------------------------- | --------------------------- | --------------------------- | --------------------------- | --------------------------- | --------------------------- | --------------------------- |
| DR1 (fri)                           |                             |                             |                             |                             |                             |                             |                             |                             |                             |                             |                             |                             |                             |                             |                             |                             |                             |                             |                             |                             |                             |                             |                             |
| DR2 (fri)                           |                             |                             |                             |                             |                             |                             |                             |                             |                             |                             |                             |                             |                             |                             |                             |                             |                             |                             |                             |                             |                             |                             |                             |
| TV 2 Regionerne                     |                             |                             |                             |                             |                             |                             |                             |                             |                             |                             |                             |                             |                             |                             |                             |                             |                             |                             |                             |                             |                             |                             |                             |
| Teckenspråkstolkning/lokal-tv (fri) |                             |                             |                             |                             |                             |                             |                             |                             |                             |                             |                             |                             |                             |                             |                             |                             |                             |                             |                             |                             |                             |                             |                             |

| Multiplex 2 (MPEG-4, DVB-T) | Multiplex 2 (MPEG-4, DVB-T) | Multiplex 2 (MPEG-4, DVB-T) | Multiplex 2 (MPEG-4, DVB-T) | Multiplex 2 (MPEG-4, DVB-T) | Multiplex 2 (MPEG-4, DVB-T) | Multiplex 2 (MPEG-4, DVB-T) | Multiplex 2 (MPEG-4, DVB-T) | Multiplex 2 (MPEG-4, DVB-T) | Multiplex 2 (MPEG-4, DVB-T) | Multiplex 2 (MPEG-4, DVB-T) | Multiplex 2 (MPEG-4, DVB-T) | Multiplex 2 (MPEG-4, DVB-T) | Multiplex 2 (MPEG-4, DVB-T) | Multiplex 2 (MPEG-4, DVB-T) | Multiplex 2 (MPEG-4, DVB-T) | Multiplex 2 (MPEG-4, DVB-T) | Multiplex 2 (MPEG-4, DVB-T) | Multiplex 2 (MPEG-4, DVB-T) | Multiplex 2 (MPEG-4, DVB-T) | Multiplex 2 (MPEG-4, DVB-T) | Multiplex 2 (MPEG-4, DVB-T) | Multiplex 2 (MPEG-4, DVB-T) | Multiplex 2 (MPEG-4, DVB-T) |
| --------------------------- | --------------------------- | --------------------------- | --------------------------- | --------------------------- | --------------------------- | --------------------------- | --------------------------- | --------------------------- | --------------------------- | --------------------------- | --------------------------- | --------------------------- | --------------------------- | --------------------------- | --------------------------- | --------------------------- | --------------------------- | --------------------------- | --------------------------- | --------------------------- | --------------------------- | --------------------------- | --------------------------- |
| DR Ramasjang (fri)          |                             |                             |                             |                             |                             |                             |                             |                             |                             |                             |                             |                             |                             |                             |                             |                             |                             |                             |                             |                             |                             |                             |                             |
| DR K (fri)                  |                             |                             |                             |                             |                             |                             |                             |                             |                             |                             |                             |                             |                             |                             |                             |                             |                             |                             |                             |                             |                             |                             |                             |
| DR3 (fri)                   |                             |                             |                             |                             |                             |                             |                             |                             |                             |                             |                             |                             |                             |                             |                             |                             |                             |                             |                             |                             |                             |                             |                             |
| DR Ultra (fri)              |                             |                             |                             |                             |                             |                             |                             |                             |                             |                             |                             |                             |                             |                             |                             |                             |                             |                             |                             |                             |                             |                             |                             |
| Folketinget (fri)           |                             |                             |                             |                             |                             |                             |                             |                             |                             |                             |                             |                             |                             |                             |                             |                             |                             |                             |                             |                             |                             |                             |                             |

| Multiplex 3 (MPEG-4, DVB-T) | Multiplex 3 (MPEG-4, DVB-T) | Multiplex 3 (MPEG-4, DVB-T) | Multiplex 3 (MPEG-4, DVB-T) | Multiplex 3 (MPEG-4, DVB-T) | Multiplex 3 (MPEG-4, DVB-T) | Multiplex 3 (MPEG-4, DVB-T) | Multiplex 3 (MPEG-4, DVB-T) | Multiplex 3 (MPEG-4, DVB-T) | Multiplex 3 (MPEG-4, DVB-T) | Multiplex 3 (MPEG-4, DVB-T) | Multiplex 3 (MPEG-4, DVB-T) | Multiplex 3 (MPEG-4, DVB-T) | Multiplex 3 (MPEG-4, DVB-T) | Multiplex 3 (MPEG-4, DVB-T) | Multiplex 3 (MPEG-4, DVB-T) | Multiplex 3 (MPEG-4, DVB-T) | Multiplex 3 (MPEG-4, DVB-T) | Multiplex 3 (MPEG-4, DVB-T) | Multiplex 3 (MPEG-4, DVB-T) | Multiplex 3 (MPEG-4, DVB-T) | Multiplex 3 (MPEG-4, DVB-T) | Multiplex 3 (MPEG-4, DVB-T) | Multiplex 3 (MPEG-4, DVB-T) |
| --------------------------- | --------------------------- | --------------------------- | --------------------------- | --------------------------- | --------------------------- | --------------------------- | --------------------------- | --------------------------- | --------------------------- | --------------------------- | --------------------------- | --------------------------- | --------------------------- | --------------------------- | --------------------------- | --------------------------- | --------------------------- | --------------------------- | --------------------------- | --------------------------- | --------------------------- | --------------------------- | --------------------------- |
| TV 2                        |                             |                             |                             |                             |                             |                             |                             |                             |                             |                             |                             |                             |                             |                             |                             |                             |                             |                             |                             |                             |                             |                             |                             |
| TV3                         |                             |                             |                             |                             |                             |                             |                             |                             |                             |                             |                             |                             |                             |                             |                             |                             |                             |                             |                             |                             |                             |                             |                             |
| Kanal 4                     |                             |                             |                             |                             |                             |                             |                             |                             |                             |                             |                             |                             |                             |                             |                             |                             |                             |                             |                             |                             |                             |                             |                             |
| Kanal 5                     |                             |                             |                             |                             |                             |                             |                             |                             |                             |                             |                             |                             |                             |                             |                             |                             |                             |                             |                             |                             |                             |                             |                             |
| Animal Planet               |                             |                             |                             |                             |                             |                             |                             |                             |                             |                             |                             |                             |                             |                             |                             |                             |                             |                             |                             |                             |                             |                             |                             |
| Canal 9                     |                             |                             |                             |                             |                             |                             |                             |                             |                             |                             |                             |                             |                             |                             |                             |                             |                             |                             |                             |                             |                             |                             |                             |
| TLC                         |                             |                             |                             |                             |                             |                             |                             |                             |                             |                             |                             |                             |                             |                             |                             |                             |                             |                             |                             |                             |                             |                             |                             |
| CNN                         |                             |                             |                             |                             |                             |                             |                             |                             |                             |                             |                             |                             |                             |                             |                             |                             |                             |                             |                             |                             |                             |                             |                             |
| Discovery Science           |                             |                             |                             |                             |                             |                             |                             |                             |                             |                             |                             |                             |                             |                             |                             |                             |                             |                             |                             |                             |                             |                             |                             |
| History                     |                             |                             |                             |                             |                             |                             |                             |                             |                             |                             |                             |                             |                             |                             |                             |                             |                             |                             |                             |                             |                             |                             |                             |
| Disney Channel              |                             |                             |                             |                             |                             |                             |                             |                             |                             |                             |                             |                             |                             |                             |                             |                             |                             |                             |                             |                             |                             |                             |                             |
| Disney XD                   |                             |                             |                             |                             |                             |                             |                             |                             |                             |                             |                             |                             |                             |                             |                             |                             |                             |                             |                             |                             |                             |                             |                             |
| 7'eren                      |                             |                             |                             |                             |                             |                             |                             |                             |                             |                             |                             |                             |                             |                             |                             |                             |                             |                             |                             |                             |                             |                             |                             |

| Multiplex 4 (MPEG-4, DVB-T) | Multiplex 4 (MPEG-4, DVB-T) | Multiplex 4 (MPEG-4, DVB-T) | Multiplex 4 (MPEG-4, DVB-T) | Multiplex 4 (MPEG-4, DVB-T) | Multiplex 4 (MPEG-4, DVB-T) | Multiplex 4 (MPEG-4, DVB-T) | Multiplex 4 (MPEG-4, DVB-T) | Multiplex 4 (MPEG-4, DVB-T) | Multiplex 4 (MPEG-4, DVB-T) | Multiplex 4 (MPEG-4, DVB-T) | Multiplex 4 (MPEG-4, DVB-T) | Multiplex 4 (MPEG-4, DVB-T) | Multiplex 4 (MPEG-4, DVB-T) | Multiplex 4 (MPEG-4, DVB-T) | Multiplex 4 (MPEG-4, DVB-T) | Multiplex 4 (MPEG-4, DVB-T) | Multiplex 4 (MPEG-4, DVB-T) | Multiplex 4 (MPEG-4, DVB-T) | Multiplex 4 (MPEG-4, DVB-T) | Multiplex 4 (MPEG-4, DVB-T) | Multiplex 4 (MPEG-4, DVB-T) | Multiplex 4 (MPEG-4, DVB-T) | Multiplex 4 (MPEG-4, DVB-T) |
| --------------------------- | --------------------------- | --------------------------- | --------------------------- | --------------------------- | --------------------------- | --------------------------- | --------------------------- | --------------------------- | --------------------------- | --------------------------- | --------------------------- | --------------------------- | --------------------------- | --------------------------- | --------------------------- | --------------------------- | --------------------------- | --------------------------- | --------------------------- | --------------------------- | --------------------------- | --------------------------- | --------------------------- |
| Boxer Info Kanal            |                             |                             |                             |                             |                             |                             |                             |                             |                             |                             |                             |                             |                             |                             |                             |                             |                             |                             |                             |                             |                             |                             |                             |
| TV2 News                    |                             |                             |                             |                             |                             |                             |                             |                             |                             |                             |                             |                             |                             |                             |                             |                             |                             |                             |                             |                             |                             |                             |                             |
| TV3 Puls                    |                             |                             |                             |                             |                             |                             |                             |                             |                             |                             |                             |                             |                             |                             |                             |                             |                             |                             |                             |                             |                             |                             |                             |
| TV2 Charlie                 |                             |                             |                             |                             |                             |                             |                             |                             |                             |                             |                             |                             |                             |                             |                             |                             |                             |                             |                             |                             |                             |                             |                             |
| TV2 Film                    |                             |                             |                             |                             |                             |                             |                             |                             |                             |                             |                             |                             |                             |                             |                             |                             |                             |                             |                             |                             |                             |                             |                             |
| TV2 Zulu                    |                             |                             |                             |                             |                             |                             |                             |                             |                             |                             |                             |                             |                             |                             |                             |                             |                             |                             |                             |                             |                             |                             |                             |
| 6'eren                      |                             |                             |                             |                             |                             |                             |                             |                             |                             |                             |                             |                             |                             |                             |                             |                             |                             |                             |                             |                             |                             |                             |                             |
| Discovery Channel           |                             |                             |                             |                             |                             |                             |                             |                             |                             |                             |                             |                             |                             |                             |                             |                             |                             |                             |                             |                             |                             |                             |                             |
| TV3 Sport 1                 |                             |                             |                             |                             |                             |                             |                             |                             |                             |                             |                             |                             |                             |                             |                             |                             |                             |                             |                             |                             |                             |                             |                             |
| dk4                         |                             |                             |                             |                             |                             |                             |                             |                             |                             |                             |                             |                             |                             |                             |                             |                             |                             |                             |                             |                             |                             |                             |                             |
| Nickelodeon                 |                             |                             |                             |                             |                             |                             |                             |                             |                             |                             |                             |                             |                             |                             |                             |                             |                             |                             |                             |                             |                             |                             |                             |
| Cartoon Network             |                             |                             |                             |                             |                             |                             |                             |                             |                             |                             |                             |                             |                             |                             |                             |                             |                             |                             |                             |                             |                             |                             |                             |
| MTV                         |                             |                             |                             |                             |                             |                             |                             |                             |                             |                             |                             |                             |                             |                             |                             |                             |                             |                             |                             |                             |                             |                             |                             |

| Multiplex 5 (MPEG-4, DVB-T2) | Multiplex 5 (MPEG-4, DVB-T2) | Multiplex 5 (MPEG-4, DVB-T2) | Multiplex 5 (MPEG-4, DVB-T2) | Multiplex 5 (MPEG-4, DVB-T2) | Multiplex 5 (MPEG-4, DVB-T2) | Multiplex 5 (MPEG-4, DVB-T2) | Multiplex 5 (MPEG-4, DVB-T2) | Multiplex 5 (MPEG-4, DVB-T2) | Multiplex 5 (MPEG-4, DVB-T2) | Multiplex 5 (MPEG-4, DVB-T2) | Multiplex 5 (MPEG-4, DVB-T2) | Multiplex 5 (MPEG-4, DVB-T2) | Multiplex 5 (MPEG-4, DVB-T2) | Multiplex 5 (MPEG-4, DVB-T2) | Multiplex 5 (MPEG-4, DVB-T2) | Multiplex 5 (MPEG-4, DVB-T2) | Multiplex 5 (MPEG-4, DVB-T2) | Multiplex 5 (MPEG-4, DVB-T2) | Multiplex 5 (MPEG-4, DVB-T2) | Multiplex 5 (MPEG-4, DVB-T2) | Multiplex 5 (MPEG-4, DVB-T2) | Multiplex 5 (MPEG-4, DVB-T2) | Multiplex 5 (MPEG-4, DVB-T2) |
| ---------------------------- | ---------------------------- | ---------------------------- | ---------------------------- | ---------------------------- | ---------------------------- | ---------------------------- | ---------------------------- | ---------------------------- | ---------------------------- | ---------------------------- | ---------------------------- | ---------------------------- | ---------------------------- | ---------------------------- | ---------------------------- | ---------------------------- | ---------------------------- | ---------------------------- | ---------------------------- | ---------------------------- | ---------------------------- | ---------------------------- | ---------------------------- |
| TV 2 HD                      |                              |                              |                              |                              |                              |                              |                              |                              |                              |                              |                              |                              |                              |                              |                              |                              |                              |                              |                              |                              |                              |                              |                              |
| 6'eren HD                    |                              |                              |                              |                              |                              |                              |                              |                              |                              |                              |                              |                              |                              |                              |                              |                              |                              |                              |                              |                              |                              |                              |                              |
| Canal 8                      |                              |                              |                              |                              |                              |                              |                              |                              |                              |                              |                              |                              |                              |                              |                              |                              |                              |                              |                              |                              |                              |                              |                              |
| Travel Channel               |                              |                              |                              |                              |                              |                              |                              |                              |                              |                              |                              |                              |                              |                              |                              |                              |                              |                              |                              |                              |                              |                              |                              |
| VH1                          |                              |                              |                              |                              |                              |                              |                              |                              |                              |                              |                              |                              |                              |                              |                              |                              |                              |                              |                              |                              |                              |                              |                              |
| C More First                 |                              |                              |                              |                              |                              |                              |                              |                              |                              |                              |                              |                              |                              |                              |                              |                              |                              |                              |                              |                              |                              |                              |                              |
| C More Series                |                              |                              |                              |                              |                              |                              |                              |                              |                              |                              |                              |                              |                              |                              |                              |                              |                              |                              |                              |                              |                              |                              |                              |
| TV4 Sverige (Malmö)          |                              |                              |                              |                              |                              |                              |                              |                              |                              |                              |                              |                              |                              |                              |                              |                              |                              |                              |                              |                              |                              |                              |                              |
| TV 2 Norge                   |                              |                              |                              |                              |                              |                              |                              |                              |                              |                              |                              |                              |                              |                              |                              |                              |                              |                              |                              |                              |                              |                              |                              |
| ZDF                          |                              |                              |                              |                              |                              |                              |                              |                              |                              |                              |                              |                              |                              |                              |                              |                              |                              |                              |                              |                              |                              |                              |                              |

| Multiplex 6 (MPEG-4, DVB-T2) | Multiplex 6 (MPEG-4, DVB-T2) | Multiplex 6 (MPEG-4, DVB-T2) | Multiplex 6 (MPEG-4, DVB-T2) | Multiplex 6 (MPEG-4, DVB-T2) | Multiplex 6 (MPEG-4, DVB-T2) | Multiplex 6 (MPEG-4, DVB-T2) | Multiplex 6 (MPEG-4, DVB-T2) | Multiplex 6 (MPEG-4, DVB-T2) | Multiplex 6 (MPEG-4, DVB-T2) | Multiplex 6 (MPEG-4, DVB-T2) | Multiplex 6 (MPEG-4, DVB-T2) | Multiplex 6 (MPEG-4, DVB-T2) | Multiplex 6 (MPEG-4, DVB-T2) | Multiplex 6 (MPEG-4, DVB-T2) | Multiplex 6 (MPEG-4, DVB-T2) | Multiplex 6 (MPEG-4, DVB-T2) | Multiplex 6 (MPEG-4, DVB-T2) | Multiplex 6 (MPEG-4, DVB-T2) | Multiplex 6 (MPEG-4, DVB-T2) | Multiplex 6 (MPEG-4, DVB-T2) | Multiplex 6 (MPEG-4, DVB-T2) | Multiplex 6 (MPEG-4, DVB-T2) | Multiplex 6 (MPEG-4, DVB-T2) |
| ---------------------------- | ---------------------------- | ---------------------------- | ---------------------------- | ---------------------------- | ---------------------------- | ---------------------------- | ---------------------------- | ---------------------------- | ---------------------------- | ---------------------------- | ---------------------------- | ---------------------------- | ---------------------------- | ---------------------------- | ---------------------------- | ---------------------------- | ---------------------------- | ---------------------------- | ---------------------------- | ---------------------------- | ---------------------------- | ---------------------------- | ---------------------------- |
| TV3 HD                       |                              |                              |                              |                              |                              |                              |                              |                              |                              |                              |                              |                              |                              |                              |                              |                              |                              |                              |                              |                              |                              |                              |                              |
| Kanal 5 HD                   |                              |                              |                              |                              |                              |                              |                              |                              |                              |                              |                              |                              |                              |                              |                              |                              |                              |                              |                              |                              |                              |                              |                              |
| TV 2 Film HD                 |                              |                              |                              |                              |                              |                              |                              |                              |                              |                              |                              |                              |                              |                              |                              |                              |                              |                              |                              |                              |                              |                              |                              |
| TV3 Sport 1 HD               |                              |                              |                              |                              |                              |                              |                              |                              |                              |                              |                              |                              |                              |                              |                              |                              |                              |                              |                              |                              |                              |                              |                              |
| TV 2 Fri HD                  |                              |                              |                              |                              |                              |                              |                              |                              |                              |                              |                              |                              |                              |                              |                              |                              |                              |                              |                              |                              |                              |                              |                              |

Källa: Kanalplaceringer_26_september_2013.pdf

## Lokala sändningar i Köpenhamnsområdet
I Köpenhamnsområdet förekommer lokala marksända digital-TV-sändningar. Många av sändningarna sker i testsyfte och leds av Open Channel.  
- MUXKBH-1 (UHF kanal 35) fokuserar på utvecklingen av HDTV med HEVC och HbbTV. 
- På MUXKBH-2 (UHF channel 39) fokuserar man tekniken DVB-T2 Lite, ett framtida format för mobil tv och efterföljare till DVB-H.
- Även en tredje mux vid namn MUXKBH-3 (T-DAB frekvens VHF kanal 9D | 208,064 MHz) existerar, men används för att utveckla framtida format för digitalradio med DVB-T2 Lite standard.
DVB-T2 Lite lämpar sig inte bara för mobil-TV, det är också lämpligt som framtida standard för digital radio i stället för DAB och DAB+ från 1995 respektive 2007. Med DVB-T2 Lite fås 3,3 Mbit/s kapacitet (~ 50 HE AACv2 radiostationer) jämfört med DAB/DAB+ 1,1 Mbit/s kapacitet (~ 6 MPEG1 lager II / ~ 16 HE AACv2 radiostationer) med samma utbredningsmodell.
Open Channels sändningar har pågått sedan 2006 och når 28 % av de danska hushållen, alltså över 700 000 hushåll.
De lokala kanalerna som förekommer är Kanal København, Familie-TV, Gaming-TV (G-TV) och France 24.

## Spillsändningar
Vissa boende i södra Danmark kan dessutom ta emot flera tyska kanaler och de som bor i östra Danmark kan se svenska kanaler. Motsvarande områden i Tyskland och Sverige kan se de fria danska kanalerna. Efter digitaliseringen tycks mottagningsförhållandet till Tyskland och Sverige förbättrats, särskilt över öppet vatten.